# يان ويلسون
يان ويلسون (بالإنجليزية: Ian Wilson)‏ (27 مارس 1958 أبردين المملكة المتحدة - ) هو لاعب كرة قدم بريطاني يلعب كلاعب وسط.

## روابط خارجية
- يان ويلسون على موقع اتحاد تركيا (لاعب) (الإنجليزية)
- يان ويلسون على موقع قاعدة بيانات كرة القدم.إي يو (الإنجليزية)
- يان ويلسون على موقع Soccerbase.com (لاعب) (الإنجليزية)
- يان ويلسون على موقع Soccerbase.com (مدرب) (الإنجليزية)